# Joseph Liebgott
Pour les articles homonymes, voir Liebgott.
Joseph Liebgott (17 mai 1915 à Lansing - 28 juin 1992 à San Bernardino) est un soldat de l'US Army et vétéran de la Seconde Guerre mondiale. Membre de la Easy Company, il participe aux combats de son unité depuis la bataille de Normandie jusqu'en Autriche en passant par les Pays-Bas et la bataille des Ardennes.

## Biographie

### Avant-guerre
Joseph Liebgott naît le 17 mai 1915 à Lansing dans le Michigan. Ses parents sont des immigrants d'origine autrichienne. D'ascendance juive par sa mère, lui et ses cinq frères et sœurs sont cependant baptisés et élevés dans la tradition de la religion catholique de leur père. La famille déménage à Oakland en Californie où Joseph effectue deux années d'études secondaires avant de quitter l'école et de commencer à travailler. Il exerce diverses profession mais aide principalement son père dans la boutique de coiffeur de celui-ci. Sa grand-mère lui apprend à parler allemand, dans un dialecte autrichien qui est plus tard confondu avec du yiddish.

### Seconde Guerre mondiale
Joseph Liebgott décide de s'engager dans l'armée en 1942. Il est envoyé au Camp Toccoa en Géorgie où il est affecté à la Easy Company du 2e bataillon du 506e Régiment d'infanterie parachutée (506th PIR). Après avoir effectué son entraînement initial à Toccoa, il suit une formation parachutiste à Fort Benning. À cause de son nom, de son parler autrichien et de sa haine viscérale pour les Allemands, Liebgott est pris pour un juif, ce qui le suit pendant toute la guerre et qu'il ne dément jamais, semblant même parfois utiliser la confusion à son avantage,. En 1943, le 506th PIR est envoyé en Angleterre et intégré à la 101e Division aéroportée en vue de l'invasion de l'Europe l'année suivante. En juin 1944, l'opération Overlord est déclenchée. Avant l'embarquement dans les avions, fort de son expérience de coiffeur, Liebgott réalise des coupes Mohawk sur ses camarades parachutistes. Dans la nuit du 5 au 6 juin 1944, il est parachuté sur le Cotentin avec son régiment et prend part à la bataille de Normandie. Dans la matinée suivant l'atterrissage, sous les ordres du lieutenant Dick Winters qui commande la Easy Company, il participe à l'assaut contre le manoir de Brécourt ce qui lui vaut d'être décoré de la Bronze Star. Il participe ensuite à la libération de Carentan avant de retourner en Angleterre pour une période de repos et de réorganisation du régiment.
En septembre 1944, Liebgott et sa compagnie sont engagés dans l'opération Market Garden. Il participe à de durs combats à Nuenen puis à la libération d'Eindhoven. En octobre, lors d'une patrouille de nuit, Liebgott est légèrement blessé par l'explosion d'une grenade lancée depuis un poste allemand. La patrouille part avertir le quartier-général de la Easy Company et Dick Winters forme un peloton d'attaque afin de réduire la position allemande. Liebgott participe à l'attaque. Après une approche de nuit, les Américains lancent l'attaque sur le poste allemand qui s'avère être défendu par un ennemi supérieur en nombre. Pendant l'action, Liebgott est blessé au cou par un éclat d'obus et Dick Winters le surprend en train de tirer sur un Allemand blessé qui rampait. L'officier lui demande d'amener les prisonniers allemands au quartier-général du 2e bataillon mais lui demande de vider son arme et de ne garder qu'une seule munition afin de s'assurer que Liebgott n'abattra pas de captif en route. Renvoyé en Angleterre, il passe plusieurs semaines à l'hôpital pour soigner ses blessures avant de demander à rejoindre sa compagnie, ce qui lui est accordé. Il rejoint l'unité lorsque celle-ci s'engage dans la bataille des Ardennes. Voyant Liebgott de plus en plus nerveux au combat, Winters le sort de la première ligne et en fait son messager et son traducteur. 
Après la bataille des Ardennes et un passage à Haguenau, le 506th PIR entre en Allemagne et progresse jusqu'en Bavière. En avril 1945, après la découverte du camp de concentration de Landsberg am Lech par la 12e division blindée, la 101e Division aéroportée participe à la libération des prisonniers. Liebgott sert alors de traducteur entre les officiers américains et les détenus. Afin de contrôler efficacement la reprise de la nutrition et d'éviter la propagation de maladies, les médecins militaires recommandent que les prisonniers restent provisoirement à l'intérieur du camp. Liebgott est chargé de transmettre ces instructions en allemand aux captifs ce qui a un impact important sur son moral. Après la capitulation de l'armée allemande, il est posté en Autriche avec le régiment. Pendant ce séjour le capitaine Speirs, qui commande alors la Easy Company, le charge de trouver et interroger un nazi suspecté d'être l'ancien chef du camp de Landsberg, et l'éliminer le cas échéant,. Après un interrogatoire mené en allemand, l'identité de l'homme est confirmée et Liebgott le blesse de deux coups de pistolets. L'homme s'enfuit et il est abattu par un autre soldat américain. Alors que la 101e Division aéroportée s'entraîne en Autriche en vue d'un éventuel déploiement sur le front Pacifique, la capitulation du Japon met définitivement fin à la guerre et permet à Liebgott de retourner en Amérique.

### Après-guerre
De retour aux États-Unis, Joseph Liebgott disparaît jusqu'en 1948 sans qu'aucun de ses proches ne sache ce qu'il a fait pendant cette période. Il est probable qu'il ait souffert d'un syndrome de stress post-traumatique. De retour à Oakland, il redevient barbier, se marie et a huit enfants et déménage à Los Angeles. Ses anciens camarades de la Easy Company tentent à plusieurs reprises de le contacter pour le convier à des rassemblements d'anciens combattants mais Liebgott décline toutes les invitations. Ses proches évoquent une dépression liée à ses années de guerre et qui pourrait être ravivée par l'évocation des souvenirs lors des réunions avec ses anciens camarades. Il meurt le 28 juin 1992 à San Bernardino. Il est incinéré et ses cendres remises à sa famille.

## Décorations
|                                                     |                         |  |
| Bronze oak leaf cluster                             | Bronze oak leaf cluster |  |
| Arrowhead · Bronze star · Bronze star · Bronze star |                         |  |
|                                                     |                         |  |
| Bronze oak leaf cluster                             |                         |  |

| Combat Infantryman Badge                                                                       |                                                                                                |                            |                            |                          |                          |
| Bronze Star                                                                                    | Bronze Star                                                                                    | Purple Heart               | Purple Heart               | American Campaign Medal  | American Campaign Medal  |
| European-African-Middle Eastern Campaign Medal Avec une pointe de flèche et trois Service star | European-African-Middle Eastern Campaign Medal Avec une pointe de flèche et trois Service star | World War II Victory Medal | World War II Victory Medal | Army of Occupation Medal | Army of Occupation Medal |
| Parachutist Badge Avec deux étoiles                                                            |                                                                                                |                            |                            |                          |                          |
| Presidential Unit Citation Avec une feuille de chêne                                           |                                                                                                |                            |                            |                          |                          |

## Hommages
- Joseph Liebgott est représenté dans la série Band of Brothers où il est interprété par Ross McCall. Si sa fonction d'interprète en allemand est correctement mise en scène, il existe un certain nombre d'erreurs. Ainsi, Liebgott est dépeint comme juif pratiquant alors qu'il n'en a que l'ascendance. De même, il est présenté comme chauffeur de taxi à San Francisco alors qu'il est barbier à Oakland, non loin de San Francisco.